# Король шрамів
Корóль Шрáмів — перша книга дилогії Лі Бардуго «Король шрамів», дія якої розгортається у Всесвіті Гриша та зосереджена на персонажі Ніколая Ланцова. Вперше вона була опублікована 29 січня 2019 року компанією Імпринт.

## Синопсис
Face your demons… or feed them.
Ніколай Ланцов завжди володів даром неможливого. Ніхто не знає, що він вижив у кривавій громадянській війні у Равці — і він має намір тримати це в таємниці. Тепер, коли вороги збираються на його ослаблених кордонах, молодий король повинен знайти спосіб поповнити скарбницю Равки, налагодити нові союзи та зупинити зростаючу загрозу колись великому війську Гришів (Друга Армія).
Проте з кожним днем темна магія всередині нього стає сильнішою, загрожуючи знищити все, що він побудував. За допомогою молодого ченця та легендарного Гриші Скваллера Ніколай вирушить до тих місць у Равці, де виживає найглибша магія, щоб подолати жахливу тягу всередині нього. Він ризикне всім, щоб врятувати свою країну і себе. Але деякі секрети не призначені для того, щоб залишатися прихованими, а деякі рани не загоюються.

## Зміст
Король Равки Ніколай Ланцов намагається відновити свою країну після Громадянської війни і зміцнити її, щоб відбити загрози з боку сусідніх народів Шу Хану і Ф'єрди, розбираючись з демонами, якими його заразив Дарклінг. Зоя Назяленська, його подруга, могутня Шквальна, генерал 2-ї армії Равки, відчайдушно прагне допомогти йому.
Вони також стикаються з Культом Святого без зірок, який поклоняється Дарклінгу і заявляє про його вірність. Юрій, лідер цього культу, подорожує разом із Зоєю та Ніколаєм, поки вони шукають спосіб контролювати монстра всередині нього. Вони опинилися в пастці в залишку Тіньового Каньйону, яка утримує деяких святих Равки, включаючи Санкту-Єлисавету, Санкт-Юрія і Санкт-Григорій. Санкта-Єлисавета допомагає Ніколаю підготуватися до небезпечного ритуалу, щоб позбутися чудовиська, а Санкт-Юрій працює з Зоєю, щоб відточити свої сили Гриші. Єлисавета за допомогою Юрія зраджує Зою та Ніколая.
Тим часом Ніна Зенік переодягнена під жінку на ім'я Міла Яндерсдат, оскільки вона, Леоні та Адрік допомагають Гриші втекти з Ф'єрди, де Гришів пригнічують і навіть полюють. Невдовзі після поховання свого коханого Матіаса Ніна зустрічає Ганну, Гришу, яка таємно живе у Ф'єрді. Виявляється, що Ханна є дочкою Ярла Брума та Ілви, жінки-геджута. Разом Ніні та її союзникам вдається врятувати молодих жінок і дітей Гриші, яких піддають наркотикам парем і змушують зачати дітей, народжених вже залежними від наркотиків.
У другій половині роману представлено Ісаака, члена царської гвардії Равки. Гриша завербує його в палаці, щоб він видавав себе за Ніколу, який пропав безвісти під час виконання місії звільнення від монстра. Ісаак намагається зберегти свій вигляд короля Равки, намагаючись знайти Миколу політично вигідною нареченою, виявляючи інтерес до принцеси Ері з Шу Хану. Однак виявляється, що принцеса Ері насправді є членом таємної охорони Шу Хан і смертельно завдає ножові удари Ісааку, а потім і собі, плануючи підставити Ф'єрду у вбивства. Справжня принцеса Ері була замаскована під таємну охорону. Незважаючи на це, Микола вибирає справжню принцесу Ері своєю нареченою.

## Герої
- Ніколай Ланцов: відомий як красивий та чарівний, він король Равки[4]
- Зоя Назяленська: генерал Другої Армії, тілоохоронець Ніколая.[4] She is a Squaller and member of the Triumvirate.[5]
- Ніна Зенек: равкійка, шпигунка та серцетлумачниця[5][6]
- Женя Сафіна: член Тріумвірату, Гриш-кравець[6]
- Тамара Кір-Батар: близнюк Толі, Гриш[7]
- Толя Юл-Батар: близнюк Тамари, Гриш[7]
- Давід Костюк: член Тріумвірату, Гриш-фабрикатор.[6]
- Ісаак Андрєєв: солдат Равки, який служив під керівництвом Ніколая під час його перебування на троні Равки. Він близький друг Ніколая і прикидається королем за допомогою Жені, коли Ніколая немає[6]

## Цікаві факти
- Події у книзі відбуваються приблизно через 6 місяців після подій дилогії "Шістка Воронів".
- У книзі розкривається любовна лінія Ніколая та Зої.
- Аудіокнига «Король шрамів» буде розказана Лорен Фортганг, оповідачкою трилогії «Тінь і Кость», збірки оповідань «Мова шипів», а також глав POV Інеж у дилогії «Шістка воронів».
- Елементи на обкладинці книги, особливо бджоли та троянди у верхньому лівому кутку та дракон у верхньому правому, мають зв'язок із подіями історії.